# .bu
.bu — в Інтернеті, національний домен верхнього рівня (ccTLD) для Бірми.
У зв'язку з тим, що Бірма тепер називається М'янмою, домен був видалений.